# 高丘比良麻呂
高丘 比良麻呂（たかおか の ひらまろ）は、奈良時代の貴族。名は枚麻呂、比枝麻呂とも記される。官位は従四位下・内蔵頭。

## 出自
高丘氏（高丘連）は百済系渡来氏族。秦の王族である参が高陵に封ぜられ高陵君となったことから子孫が高陵氏を称した。漢高祖の時、諫議大夫の高陵顕を輩出するが、後漢末期の高穆の時に戦乱を避けて朝鮮半島の楽浪郡に移住し、その子孫の沙門詠が、百済から日本に帰化し、それが高丘比良麻呂の祖父にあたる。天智天皇2年（669年）沙門詠が百済より帰化し、その子の楽浪河内が神亀元年（724年）に高丘連に改姓した。

## 経歴
河内国古市郡出身。若い頃から大学寮で学び、多くの書物をあさり読んだ。孝謙朝から淳仁朝初頭にかけて紫微少疏/大疏を務め、大外記を経て、天平宝字5年（761年）外従五位下・越前介に叙任される。のち内蔵助として京官に遷ると、天平宝字8年（764年）正月に大外記を兼ねる。同年9月に発生した藤原仲麻呂の乱に際して藤原仲麻呂が独断で諸国の兵士の招集を始めたことから、比良麻呂は災いが自身に及ぶのを恐れて、これを孝謙上皇に密告する。その功労により比良麻呂は外従五位下から一挙に内位の従四位下に叙せられ、翌天平神護元年（765年）には勲四等の叙勲を受けた。
その後遠江守を兼ね、天平神護3年（767年）には法王宮職が設置されるとその次官である法王宮亮も兼ねる一方、連から宿禰に改姓した。
神護景雲2年（768年）6月28日卒去。最終官位は内蔵頭兼大外記遠江守従四位下。

## 官歴
注記のないものは『続日本紀』による。
- 時期不詳：従七位上
- 天平勝宝5年（753年） 5月7日：見紫微少疏兼美濃員外少目[7]
- 天平勝宝6年（754年） 5月15日：見従六位下[8]
- 天平宝字2年（758年） 6月16日：見従六位上[9]
- 時期不詳：正六位下
- 天平宝字4年（760年） 正月11日：見紫微大疏[10]。4月15日：見大外記[11]
- 時期不詳：外従五位下
- 天平宝字5年（761年） 正月16日：越前介
- 時期不詳：内蔵助
- 天平宝字8年（764年） 正月21日：兼大外記。9月11日：従四位下（越階）
- 天平神護元年（765年） 正月7日：勲四等
- 時期不詳：兼遠江守
- 天平神護3年（767年） 3月20日：兼法王宮亮。3月27日：連姓から宿禰姓に改姓
- 神護景雲2年（768年） 6月28日：卒去（内蔵頭兼大外記遠江守従四位下）